# Антоновский, Аарон
Аарон Антоновский (англ. Aaron Antonovsky; 19 декабря 1923, Бруклин, Нью-Йорк — 7 июля 1994, Беэр-Шева) — израильско-американский социолог и профессор социологии. Его считают «отцом салютогенеза», концепции, определяющей здоровье.

## Биография
Антоновский родился в Соединённых Штатах в 1923 году. Во время Второй мировой войны служил в армии США, после службы изучал социологию и получил докторскую степень по этому предмету в Йельском университете. Вместе со своей женой Хелен (Еленой) он эмигрировал в Иерусалим в 1960 году.
Некоторое время он занимал должности в Иерусалиме в Израильском институте прикладных социальных исследований и на кафедре медицинской социологии в Еврейском университете в Иерусалиме. Находясь в Институте прикладных социальных исследований, Антоновский занимался изучением женщин, родившихся в Центральной Европе в период с 1914 по 1923 год. Некоторые из них были выжившими в концлагерях. Его поразило, что 29 % бывших интернированных женщин чувствовали себя в хорошем психическом состоянии, несмотря на сильные стрессы, с которыми они сталкивались на протяжении всей своей жизни. Это привело его к вопросу о том, что поддерживает здоровье людей, что в конечном итоге породило концепцию салютогенеза.
В 1972 году Антоновский помог основать медицинскую школу в Университете Бен-Гуриона в Негеве и возглавлял кафедру Кунина-Луненфельда по медицинской социологии. За двадцать лет работы в этом отделе Антоновский разработал свою теорию здоровья и болезни, которую он назвал салютогенезом. Эта модель привлекла широкое внимание в 1979 году с публикацией его книги «Здоровье, стресс и борьба с ним», за которой последовала его работа 1987 года «Разгадка тайны здоровья».
Антоновский умер в 1994 году.

## Салютогенез
Ключевая концепция теории Антоновского касается того, как определённые личные склонности делают людей более устойчивыми к вызывающим стресс обстоятельствам, с которыми они сталкиваются в повседневной жизни. Антоновский определил эти характеристики, которые, как он утверждал, помогают человеку лучше справляться (и оставаться здоровым), давая ему «чувство согласованности» в отношении жизни и её проблем.
Елена Антоновская (его жена) в 1987 году разработала шкалу («Опросник ориентации на жизнь») для её измерения. Недавние исследования в области психонейроиммунологии подтвердили связь между эмоциями и здоровьем, содержащуюся в теории Антоновского.

## Книги на английском
- Health, stress, and coping. Jossey-Bass, San Francisco CA u. a. 1979, ISBN 0-87589-412-7.
- Unraveling the mystery of health. How people manage stress and stay well. Jossey-Bass, San Francisco CA u. a. 1987, ISBN 1-55542-028-1